# 727
Cette page concerne l'année 727  du calendrier julien. Pour l'année 727 av. J.-C., voir 727 av. J.-C.  Pour l'avion, voir Boeing 727.
L'année 727 est une année commune qui commence un mercredi.

## Événements
- Soulèvement général en Italie. Le pape Grégoire II résiste aux édits iconoclastes (726-730) de Léon III l’Isaurien. Invité à y adhérer sous la menace d’une déposition immédiate, il refuse et excommunie l’exarque de Ravenne chargé d’exécuter les édits. Il invite les fidèles à se garder de l’hérésie proclamée par l’empereur, à qui il reproche de ne pas vouloir défendre l’Italie. Il empêche les Romains de payer l’impôt à Byzance. Les troupes impériales cantonnées en Italie se soulèvent et se donnent des chefs. L’exarque Paul est tué dans une émeute des habitants de Ravenne, les Romains chassent leur duc[1].
- Liutprand, roi des Lombards, profite de la révolte pour traverser le Pô et prendre Bologne, Osimo, Rimini et Ancône, avec les autres villes de l'Émilie et de la Pentapole. Il parvient à prendre Classe, le port de Ravenne, et met le siège devant la ville défendue par l'exarque Paul. Ravenne capitule après la mort de Paul[2].
- Expéditions musulmanes contre la Sicile (727-740)[3].
- La révolte contre l’iconoclasme du thème d’Hellade est écrasée ; les Grecs des Cyclades et du continent arment une flotte qui menace Constantinople mais est détruite par le feu grégeois[4].
- Des représentants de divers pays du Bohai/Balhae commencent à venir au Japon[5].

## Décès en 727
- Yi Xing (né en 683), astronome, mathématicien et ingénieur chinois.